# بوب هوفمان (رائد أعمال)
بوب هوفمان (بالإنجليزية: Bob Hoffman)‏ هو رائد أعمال أمريكي، ولد في 9 نوفمبر 1898 في تيفتون في الولايات المتحدة، وتوفي في 18 يوليو 1985 في يورك في الولايات المتحدة.